# Кродо
Кро̀до (на италиански: Dicomano; на пиемонтски: Cro, Кро, на местен диалект: Crö, Крьо) е село и община в Северна Италия, провинция Вербано-Кузио-Осола, регион Пиемонт. Разположено е на 508 m надморска височина. Населението на общината е 1482 души (към 2010 г.).